# Позоришни фестивал „Деца за децу - Неша Ненадовић”
Позоришни фестивал „Деца за децу - Неша Ненадовић” је позоришни фестивал школских позоришних представа који има за циљ развијање љубави према драмском стваралаштву и сарадњу и размену искустава деце из различитих градова Србије и Босне и Херцеговине. Фестивал се одржава у Љубовији од 2024. године. 
Фестивал је такмичарског карактера, намењен деци узраста од 1. до 8. разреда основне школе. На овом фестивалу деца су и глумци, и жири, и публика. Фестивал отварају и затварају представе професионалних дечијих позоришта, а сав приход са фестивала даје се у хуманитарне сврхе.
Идејни творац и организатор фестивала је Школа глуме Снежане и Ненада Ненадовића и Библиотека „Милован Глишић” из Љубовије, а покровитељ Општина Љубовија.

## О фестивалу
Идејни творац фестивала је познати српски глумац Ненад Ненадовић, у чију част се фестивал организује. Фестивал се одржава током априла и траје 3 дана, током којих се приказују представе дечијих драмских група. Фестивал је такмичарског карактера.
Овај културни догађај посвећен деци нашао се и на званичном сајту младих Европе. Европску недељу младих организује Европска комисија са циљем да промовише ангажовање младих и њихово активно учешће у друштвеном животу широм Европе.

### Награде
На фестивалу се додељују следеће награде:
- за најбољу представу у целини
- за најбољу главна мушкг улогу
- за најбољу главна женску улогу
- за најбољу споредну мушкг улогу
- за најбољу споредну женску улогу

Победници као награду добијају статуете које израђују ученици Основне школе „Петар Враголић” из Љубовије.